# Maurits van Saksen-Altenburg

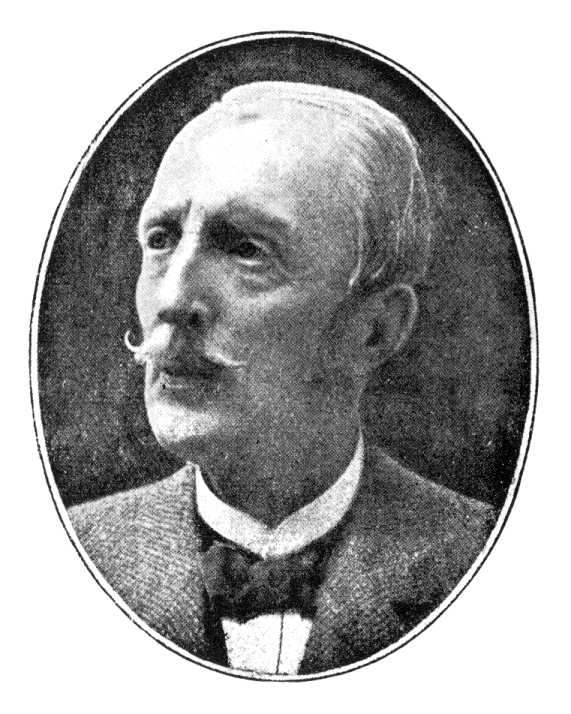
Maurits van Saksen-Altenburg

Maurits Frans Frederik van Saksen-Altenburg (Eisenberg, Duitsland, 24 oktober 1829 – Arco, Italië, 13 mei 1907), Prins van Saksen-Altenburg, was de jongste zoon van hertog George van Saksen-Altenburg en diens echtgenote, Marie Louise Frederika van Mecklenburg-Schwerin. Zijn moeder was een zus van Paul Frederik van Mecklenburg-Schwerin.

## Huwelijk en gezin
Hij trouwde op 15 oktober 1862 te Meiningen, Duitsland, met Augusta van Saksen-Meiningen (1849-1919), dochter van Bernhard II van Saksen-Meiningen en Marie Frederike van Hessen-Kassel. Uit dit huwelijk werden vijf kinderen geboren:
- Maria Anne (14 maart 1864 – 3 mei 1918), ze trouwde met prins George van Schaumburg-Lippe
- Elisabeth (25 januari 1865 – 24 maart 1927), ze trouwde met Constantijn Konstantinovitsj van Rusland
- Margaretha (1867 - 1882), ze stierf op jonge leeftijd
- Ernst (31 augustus 1871 - 22 maart 1955), hij zou de laatste hertog van Saksen-Altenburg worden, trouwde Adelheid van Schaumburg-Lippe
- Louise (11 augustus 1874 – 14 april 1953), ze trouwde met Eduard van Anhalt, ze was de moeder van Joachim Ernst van Anhalt

Hij overleed op 13 mei 1907 op 77-jarige leeftijd te Arco, Italië.